# I Killed the Prom Queen
I Killed The Prom Queen — австралийская группа, играющая в стиле металкор. Группа была сформирована в 2000 году в городе Аделаида. Группа существовала с 2000 по 2007 года. В 2007-м она распалась, но в 2008-м вновь воссоединилась. Первоначально группа называлась Child Left Burning.

## История
В 2003 году Prom Queen вместе с Parkway Drive записывают совместный сплит. Для Parkway Drive это была первая запись.
Позже в этом же году Prom Queen записывают свой первый полноценный альбом под названием When Goodbye Means Forever.
В 2004 году первый альбом переиздается в США на лейбле Eulogy Records. Позже в этом же году группа записывает очередной EP под названием Your Past Comes Back To Haunt You.
В 2006 году группа расстается с Майклом Крафтером, который уходит в другую австралийскую группу — Carpathian. На его место в группу приходит Эд Бутчер. До Prom Queen Эд был вокалистом в британской группе The Hunt For Ida Wave.
В том же году Prom Queen записывают альбом Music For The Recently Deceased. Альбом оправдал ожидания поклонников группы. Продюсировал пластинку Фредрик Нордстром, ранее работавший с такими монстрами, как Dimmu Borgir, Darkest Hour, At the Gates и In Flames.
Сразу после выхода альбома группа отправилась в тур по США с такими командами, как Caliban, Evergreen Terrace, It Dies Today и Lamb Of God, а также Silverstein и Bleeding Through.
31 января 2007 Эд Бутчер уехал в Британию, в свой родной город и позже объявил о том, что он устал от пребывания в группе и покидает её.
Тайрон из группы Mourning Tide временно выступает с Prom Queen в качестве основного вокалиста во время тура по Японии в поддержку последнего альбома.
В апреле 2007 года группа начинает тур по Европе, в котором играют с All Shall Perish, Caliban, Bleeding Through.
7 апреля 2007 года I Killed The Prom Queen объявляет о распаде, объясняя это решение невозможностью найти нового вокалиста. Гитарист группы Джона Вэйнхофен уходит в американскую металкор-группу из Орендж Каунти — Bleeding Through.

## Состав
- Джейми Хоуп — вокал (с 2011 — н.в.)
- Джона Вайнхофен — гитара, вокал (2000—2007, 2008, 2011 — н.в.)
- Кевин Кэмерон — гитара (2002—2007, 2008, 2011 — н.в.)
- Шэйн О’Брайан — ударные (2013 — н.в.)
- Бенджамин Койт — бас-гитара (2013 — н.в.)

## Дискография

### Студийные альбомы
- When Goodbye Means Forever… (2003)
- Music For The Recently Deceased (2006)
- Beloved (2014)

### Мини-альбомы
- Choose to Love, Live or Die (2002)
- Your Past Comes Back to Haunt You (2005)

### Сплиты
- I Killed the Prom Queen / Parkway Drive: Split CD (2003)

### Концертные альбомы
- Sleepless Nights And City Lights (2008)

### Синглы
- Memento Vivere (2012)
- To The Wolves (2013)